# Nohant-en-Graçay
 Nohant-en-Graçay  es una población y comuna francesa, situada en la región de  Centro, departamento de Cher, en el distrito de Vierzon y cantón de Graçay.

## Demografía
| 427 | 398 | 370 | 318 | 296 | 306 |
| Para los censos de 1962 a 1999 la población legal corresponde a la población sin duplicidades (Fuente: INSEE [Consultar]) |     |     |     |     |     |